# Pierre Lenfant

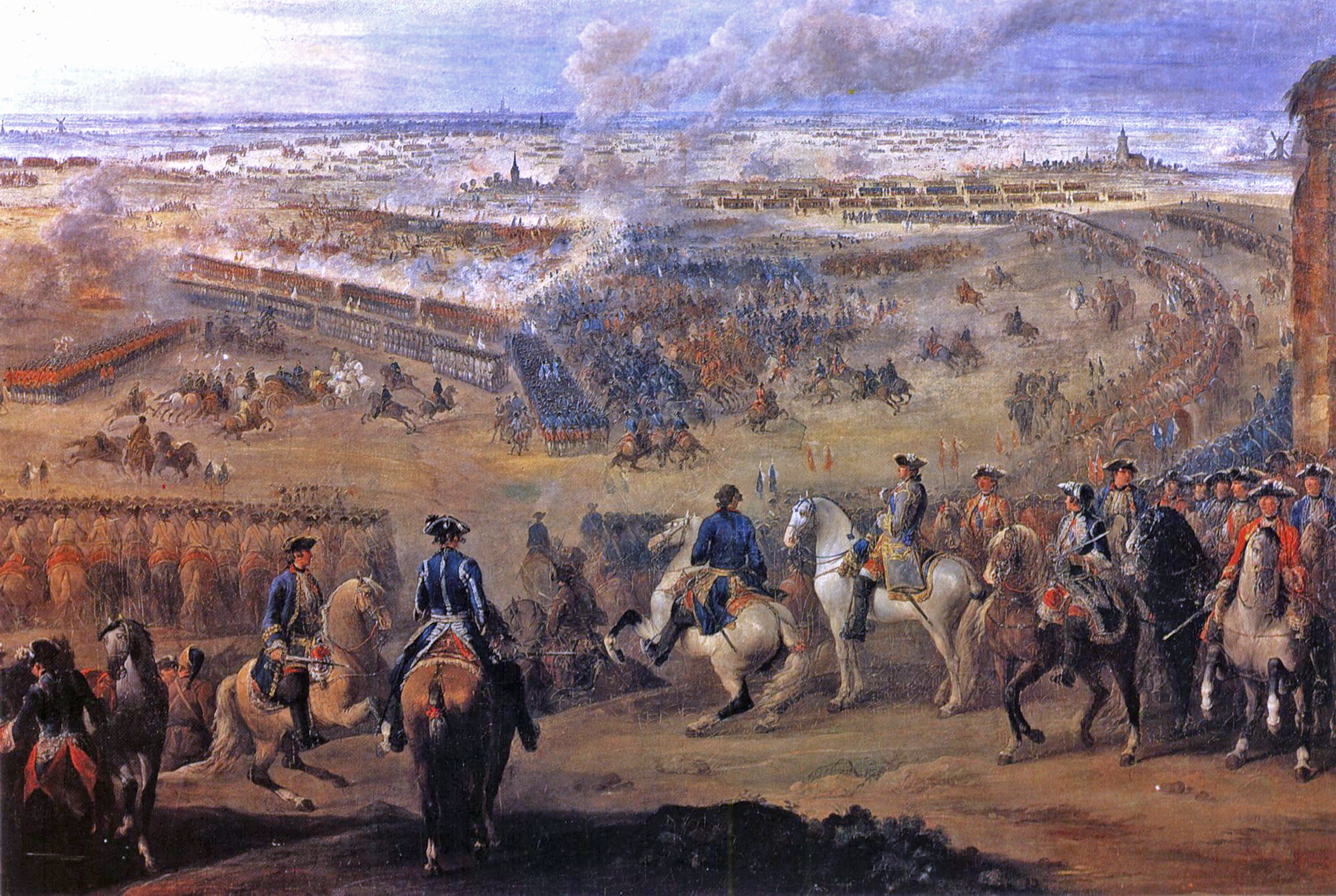
La Battaglia di Fontenoy (1747)

Pierre Lenfant (Anet, 26 agosto 1704 – Parigi, 26 giugno 1787) è stato un pittore e disegnatore francese.

## Biografia
Quest'artista si formò alla scuola di Charles Parrocel. Fu pittore ordinario del re dal 1758 al 1766 ed eseguì dipinti per la Reggia di Versailles.
Si dedicò principalmente alla pittura paesaggistica e di battaglie, rappresentando le campagne di guerra e l'esercito di Luigi XVI.
Anche il figlio Pierre Charles fu pittore e architetto e svolse la sua attività prevalentemente negli Stati Uniti d'America.

## Opere
- La Battaglia di Fontenoy, olio su tela, 391 × 279 cm, Reggia di Versailles, Versailles[3]
- La Battaglia di Fontenoy
- La Battaglia di Lauffeldt, olio su tela, 1747[4]